# Film i Väst

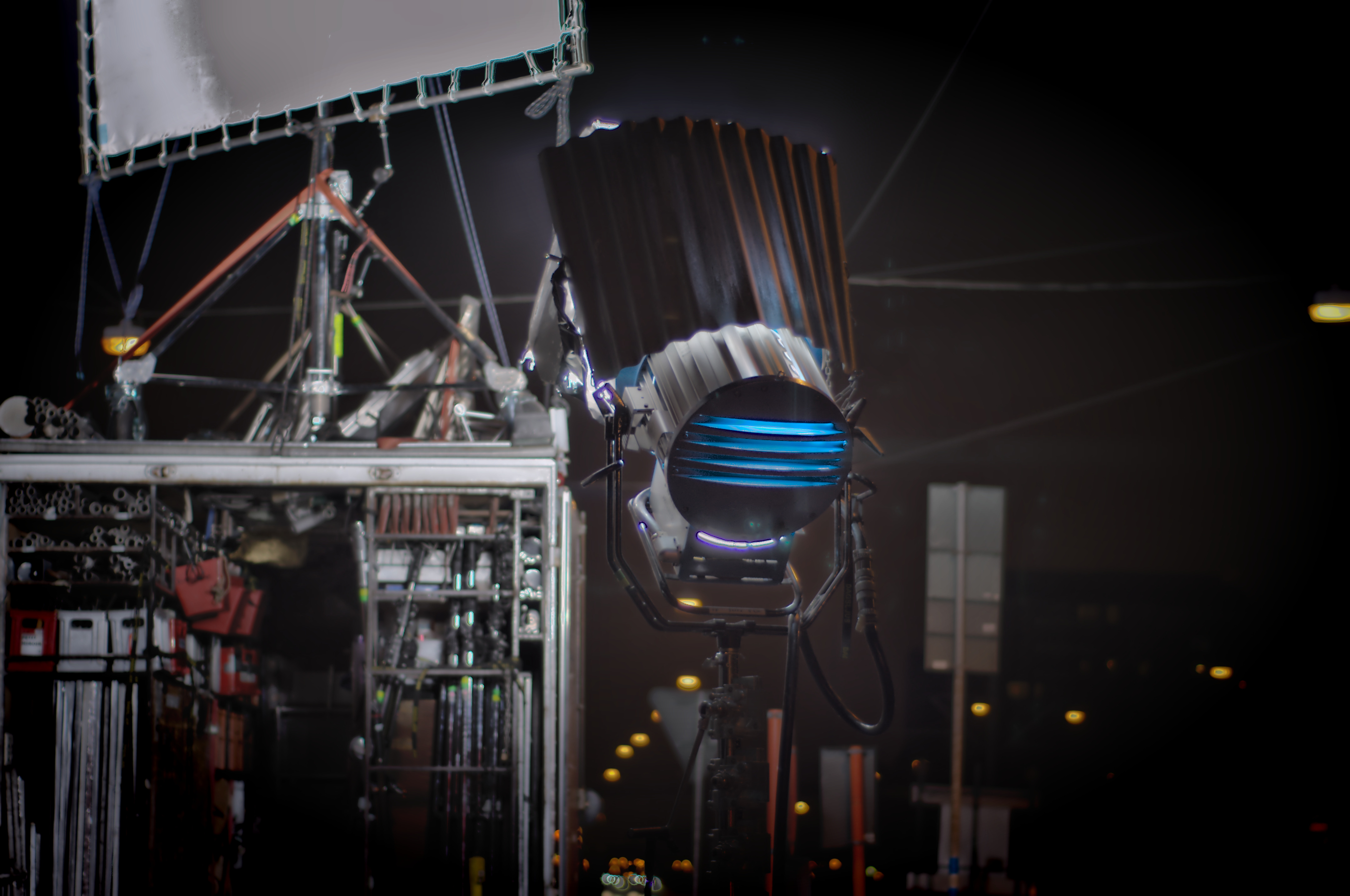
Reflector usado en la filmación de Ond Tro en 2010.

Film i Väst es una compañía de producción cinematográfica y de series de televisión sueca ubicada en Trollhättan, Suecia, fundada en 1992. Para 2010, es considerado el mayor centro de cine de Escandinavia y Suecia. Siete de las diez películas más populares de Suecia, en 2009, fueron producidas por Film i Väst. Män som hatar kvinnor fue la punta de la lista con 1,2 millones de espectadores.
Lars von Trier utilizó sus instalaciones en sus películas, como Dogville y Manderlay. Además Lukas Moodysson lo ha usado en sus producciones, como Tillsammans y Fucking Åmål. Para 2010, se han coproducido alrededor de 250 largometrajes desde 1997.

## Historia
En 1992, el condado de Älvsborg crea Västernfilm ubicando su sede en Alingsås, Suecia. Al año siguiente cambia su nombre a Film i Väst y se presenta un plan oficial de financiamiento de la creación de la empresa. En 1994, inician actividades y además recibe el primer galardón Guldbagge como trabajo inspirador.
En 1995 muda su sede permanente a Trollhättan al naciente centro cinematográfico conocido como Trollywood. Además produce sus dos primera películas (Love Fools y The Lake). Para 1999, se cuentan un total de once películas producidas. Fucking Åmål y Dancer in the Dark logran reputación internacional, obteniendo esta última el premio Palma de Oro del Festival de Cannes.
En 2001, se producen por primera vez 15 películas nuevas en un año y tres años después se inaugura el estudio más grande para la fecha de Europa con techos de 20 metros de altura, ubicado en el área industrial de NOHAB, en la ciudad de Trollhättan. Para 2010, la mitad de las producciones cinematográficas suecas son coproducidas con Film i Väst.
En 2007, firma un acuerdo de cooperación con la empresa danesa Zentropa para promover las películas producidas en Film i Väst en el mercado mundial a través de su extensa red internacional, y además atraer nuevos proyectos a la productora de Trollhättan.
El director ejecutivo de Film i Väst en 2010, Tomas Eskilsson, ha comentado en varias entrevistas que entre los objetivos de la organización se encuentra el desarrollar la marca sueca dentro del sector cinematográfico mundial. Más allá de traer producciones de películas extranjeras a Suecia, se busca aumentar la cantidad de financiación a las coproducciones internacionales. Tomas Eskilsson respondió a una entrevista, de Aleksander Kovacevic;

La ventaja de este modelo es que potencialmente permite a los productores suecos fortalecer sus redes internacionales y aumentar así la cantidad de financiamiento internacional en sus proyectos... Las películas suecas, que son éxitos internacionales, permite abrir los ojos al mundo que Suecia es un país de cine. Son estas películas, hechas aquí, que construyen la marca sueca de cine
Tomas Eskilsson

### Fondos públicos
Film i Väst se financia de fondos públicos de la provincia local de Västra Götaland, del fondo de desarrollo regional de la Unión Europea, del Instituto Sueco del Cine y de sus propios ingresos. Por esta razón recibe constantes evaluaciones por parte de la Misión Cultural de Suecia. En años recientes, se critica el poco dinero que retorna como ingresos propios de sus producciones en comparación con lo gastado proveniente de los contribuyentes. Tomas Eskilsson, director ejecutivo de Film i Väst, afirma que su misión primordial es promover una política cultural en el país.

### Iniciativas de desarrollo
La compañía de producción cinematográfica en el 2010, ha incluido tres nuevas iniciativas en su desarrollo. En primer lugar ha comenzado planes de inversión para fortalecer el Centro de animación en Trollhättan, continuar con la producción de series de televisión que realiza desde 2007 y por último promover a Gotemburgo como un lugar de producción. Estos nuevos proyectos se desarrollan gracias a las nuevas inversiones realizadas por la Comisión de Desarrollo Regional, las cuales ascienden a 63 Millones de coronas suecas.

## Producciones
Entre una amplia lista de producciones de Film i Väst, entre las más destacadas se encuentran:
| - 1998 - Fucking Åmål (conocida como Show Me Love en países de habla inglesa) - 1998 - Under solen - 1999 - Noll tolerans - 1999 - Tsatsiki, morsan och polisen - 2000 - Dancer in the Dark - 2000 - Den bästa sommaren - 2000 - Det nya landet - 2000 - Jalla! Jalla! - 2000 - Juntos (conocida como Tillsammans en sueco) - 2001 - Livvakterna - 2001 - Tsatsiki - vänner för alltid - 2002 - Alla älskar Alice - 2002 - Bäst i Sverige! - 2002 - Lilja 4-ever - 2003 - Den tredje vågen - 2003 - Dogville - 2003 - Hannah med H - 2003 - Kops - 2003 - Miffo - 2003 - Smala Sussie - 2003 - Tillfällig fru sökes - 2004 - Danslärarens återkomst - 2004 - Masjävlar - 2005 - Kim Novak badade aldrig i Genesarets sjö | - 2005 - Tjenare kungen - 2005 - Zozo - 2005 - Manderlay - 2006 - Storm - 2006 - Farväl Falkenberg - 2007 - Ett öga rött - 2007 - Arn – Tempelriddaren - 2008 - Arn - Riket vid vägens slut - 2008 - De ofrivilliga - 2008 - Patrik 1,5 - 2009 - Bröllopsfotografen - 2009 - Eastern Plays - 2009 - Flickan som lekte med elden - 2009 - I taket lyser stjärnorna - 2009 - Luftslottet som sprängdes - 2009 - Män som hatar kvinnor - 2009 - Antichrist - 2010 - Ond Tro - 2010 - Hævnen - 2010 - Sound of Noise - 2012 - Domen över död man (en producción) |

Además se cuentan dos series televisivas producidas por Film i Väst,
| - Saltön entre 2005 y 2010 | - Virus i paradiset en el 2003 |